# Josef Steiner
Josef Steiner, född 24 september 1950, är en friidrottare från Österrike. Han deltog vid olympiska sommarspelen 1980.